# 維爾德武爾姆格拉本河
49°06′39″N 11°02′31″E / 49.11086°N 11.04187°E
維爾德武爾姆格拉本河是德國的河流，位於該國東南部，由巴伐利亞負責管轄，屬於伊格爾塞巴赫河的左支流，河道全長1.7公里，流經魏森堡-貢岑豪森縣。